# مايك غروندي
مايك غروندي (بالإنجليزية: Mike Grundy) هو مصارع هاوي بريطاني، ولد في 1 مارس 1987 في ويغان في المملكة المتحدة.

## وصلات خارجية
- مايك غروندي على موقع يو إف سي (الإنجليزية)
- مايك غروندي على موقع شيردوغ (الإنجليزية)
- مايك غروندي على موقع Tapology.com (الإنجليزية)
- مايك غروندي على موقع قاعدة بيانات المصارعة الدولية (الإنجليزية)
- مايك غروندي على موقع IMDb (الإنجليزية)